# Río Kaiduk
El río Kaiduk (en ruso: Кайдук) es un río del Cáucaso septentrional en el raión de Jabez de la república de Karacháyevo-Cherkesia del sur de Rusia. Es un afluente por la derecha del río Mali Zelenchuk, que desemboca en el río Kubán.

## Curso
El río nace en los montes al este de Ali-Berdukovski, que separan sus aguas de las del valle del Kubán. Su curso discurre por 2.2 km por un estrecho valle en dirección oeste-noroeste hasta la orilla derecha del Mali Zelenchuk frente a Ali-Berdukovski.